# 송인석 (배구인)
송인석(1978년 8월 14일 ~ )은 대한민국의 前 남자 배구 선수이다. 스파이크 높이는 335cm, 블로킹 높이는 325cm이다. 천안 현대캐피탈 스카이워커스를 거쳐 실업팀인 화성시청 배구단에서 활약한 후 은퇴하고, 현재는 KOVO 소속의 심판이다.

## 약력

### 고등학교~대학교
송인석은 대전중앙고등학교 1학년부터 배구를 시작했다. 처음 시작은 센터였으며, 대전중앙고등학교를 졸업한 후 서울시립대학교에 입학하면서 서울특별시청 배구단 선수로 뛰었다. 당시 서울시청 배구단 최종옥 감독은 기본기가 갖춰져 발전 가능성이 높은데다 잠재성이 높은 그를 눈여겨 보고 서울시립대학교 2학년 때부터 그를 레프트 공격수로 전향시켰다.

### 현대자동차 입단
서울시립대학교 졸업을 앞두고 2000년도 신인 드래프트에 참가한 그는 2라운드 2순위로 현대자동차 배구단(2002년부터 현대캐피탈로 변경됨)의 지명을 받아 입단했다. 입단 직후에 뛰어난 활약을 펼치지는 않았으나 그의 잠재성이 여전히 돋보였기 때문에 당시 감독이던 강만수 감독이 그를 스카웃하면서 이렇게 고백했다고 한다.
| “ | 흠잡을 데가 없어요. (송)인석이 안 데려왔으면 난리날 뻔 했어요. | ” |

### 김호철 감독과의 만남
송인석은 잠재력에 비해 소심한 성격으로 동료들과 제대로 어울리지 못할 정도였으나 2003년 11월 21일에 송만덕 감독이 물러나고, 후임으로 김호철 감독이 부임하면서 조련을 받으며 2005년부터 주전 레프트 공격수 자리를 잡았다. 처음에는 여전히 소극적으로 움츠러들었으나 2005-2006 시즌에 오면서부터 그는 '싸움닭'으로 변신하여 파이팅을 크게 불어넣기 시작했다. 그 결과 현대캐피탈은 그 시즌 챔피언결정전에서 삼성화재를 누르고 우승컵을 탈환할 수 있었다.

### 2007-2008시즌
2007-2008 시즌은 현대캐피탈에게는 어려운 형국이었다. 지난 시즌까지 현대캐피탈의 2연속 우승을 이끌었던 숀 루니가 러시아로 떠나면서 현대는 커트 토펠을 대체 용병으로 쓰게 되었다. 그러나 마산에서 벌어진 KOVO컵에서 토펠은 이해할 수 없는 수준을 보이며 계약해 보지 못하고 퇴출된다. 그렇게 또 다른 용병을 물색하는 동안 현대는 용병이 없는 순수 국내 선수들로만 경기를 치르게 되었다. 처음에는 예상대로 고전했으나 특유의 집중력을 발휘하며 3위까지 올라오는 저력을 발휘했다. 그렇게 시즌을 보내는 중반에 와서 현대는 브라질 출신 용병 호드리구 호드리게스 지우와 계약을 하게 되었으나 호드리구가 불의의 복근 부상을 당하면서 난조를 보이게 되었다. 사실상 국내 선수로만 경기를 하게 되었는데 이때 송인석은 정규리그 전 경기에 출전하여 총 462득점(공격성공 403점, 서브에이스 22점, 블로킹 37점)을 올렸고 공격성공률도 47.92%를 기록하였다. 수비에서도 뛰어난 실력을 보여주며 리시브성공률 63.88%, 세트평균 1.67개의 디그를 성공하였다.

### 2008~2009시즌
NH농협 2007~2008 V-리그 개막을 앞두고 송인석은 일본 산토리와의 연습 경기에서 어깨를 다치며 전력에서 이탈하였다. 그 동안 그의 자리는 임시형으로 채워야 했다. 그러다가 부상을 회복하여 다시 코트에 나섰지만 실전 감각이 크게 무뎌진 탓에 서브 리시브는 불안했고, 그가 중요한 경기에서는 공격을 할 때마다 블로킹에 막히거나 범실로 이어질 정도로 그는 그런대로 평소의 성공률을 기록했지만 많은 현대캐피탈 팬들에게는 비난과 더불어 동정의 대상이 되었다. 2009년 1월 4일 인천 대한항공 점보스와의 경기에서는 장광균의 서브를 멍하니 바라보다 서브 득점을 내주었고, 이에 화가 난 김호철 감독이 작전 타임을 불러 그를 심하게 질책하기까지 했다.

## 은퇴 이후
2011년부터 2013년까지 실업 팀인 화성시청 배구단에서 활동한 후 은퇴한 그는 심판 전향을 선언하여 2014년 KOVO 주최의 심판 아카데미에서 교육을 받았다. 이후 2014-2015 V리그부터 신경수와 함께 선심을 보고 있다.

## 송스타
송스타는 그를 상징하는 별명으로서 소심한 성격의 송인석 선수의 사기를 올리기 위해 김호철 감독이 직접 지어준 별명으로 알려져 있었다. 그러나 2008년 12월 12일에 KBS N sports에서 방송된 《스페셜 V》 "그녀들을 믿지마세요"에 출연한 송인석 선수가 송지선 아나운서의 "송스타"에 대한 질문에 대해 원래 처음으로 송스타라는 별명을 붙인 사람은 후배 선수라고 고백하였다. 2001년 유니버시아드 대회에 출전할 당시 무명이었던 송인석 선수가 출전한 경기에서 깜짝 활약을 보였을 때 후배 선수가 스타라고 부르기 시작하면서 시작되었다고 한다. 처음에는 송인석 선수가 그만 부르라고 후배 선수에게 당부했다고 하는데 훗날 김호철 감독이 부임하면서 이를 알게 되어 송인석 선수를 띄우기 위해 본격적으로 부르기 시작한 것이었다. 그 후 "송스타"는 송인석 선수의 대표적인 별명이 되었으며, 그에 걸맞게 그는 현대캐피탈의 에이스로 거듭나게 되었다.

## 통산 기록
송인석은 2009년 2월 7일 천안 유관순체육관에서 열린 NH농협 2008~2009 V-리그 수원 KEPCO 빅스톰과의 경기에서 역대 프로배구 통산 세 번째로 1,500점을 돌파하였다.

## 참조 문서
1. ↑  현대팬 홈페이지 v-HDNARA의 송인석 선수 소개 중 《스포츠서울》 2000년 11월 16일 기사 일부 인용 부분 참고, 2009년 4월 3일 23:05 확인[깨진 링크(과거 내용 찾기)]
2. ↑  현대팬 홈페이지 v-HDNARA의 송인석 선수 소개 중 《스포츠서울》 2000년 12월 14일 기사 일부 인용 부분 참고, 2009년 4월 3일 23:05 확인
3. ↑  참조 문서 1번과 2번을 들어갈 경우 되도록 이 곳[깨진 링크(과거 내용 찾기)]을 클릭한 후 11번 송인석을 클릭하여 들어갈 것
4. ↑  <프로배구> 송인석, '파이터' 로 화려한 변신 보관됨 2016-03-06 - 웨이백 머신 《연합뉴스》 2006년 1월 19일10:54, 2009년 4월 3일 23:43 《미디어다음》에서 확인
5. ↑  현대캐피탈, KEPCO45 24연패 수렁 빠트려[깨진 링크(과거 내용 찾기)] 《OSEN》 2009년 2월 7일